# Chiesa di San Lorenzo (Riomaggiore)
La chiesa di San Lorenzo o della Natività di Maria Vergine è un luogo di culto cattolico situato nella frazione di Manarola, in piazza papa Innocenzo IV, nel comune di Riomaggiore in provincia della Spezia. 
La chiesa è sede della parrocchia omonima del vicariato della Riviera della diocesi della Spezia-Sarzana-Brugnato.

## Storia e descrizione

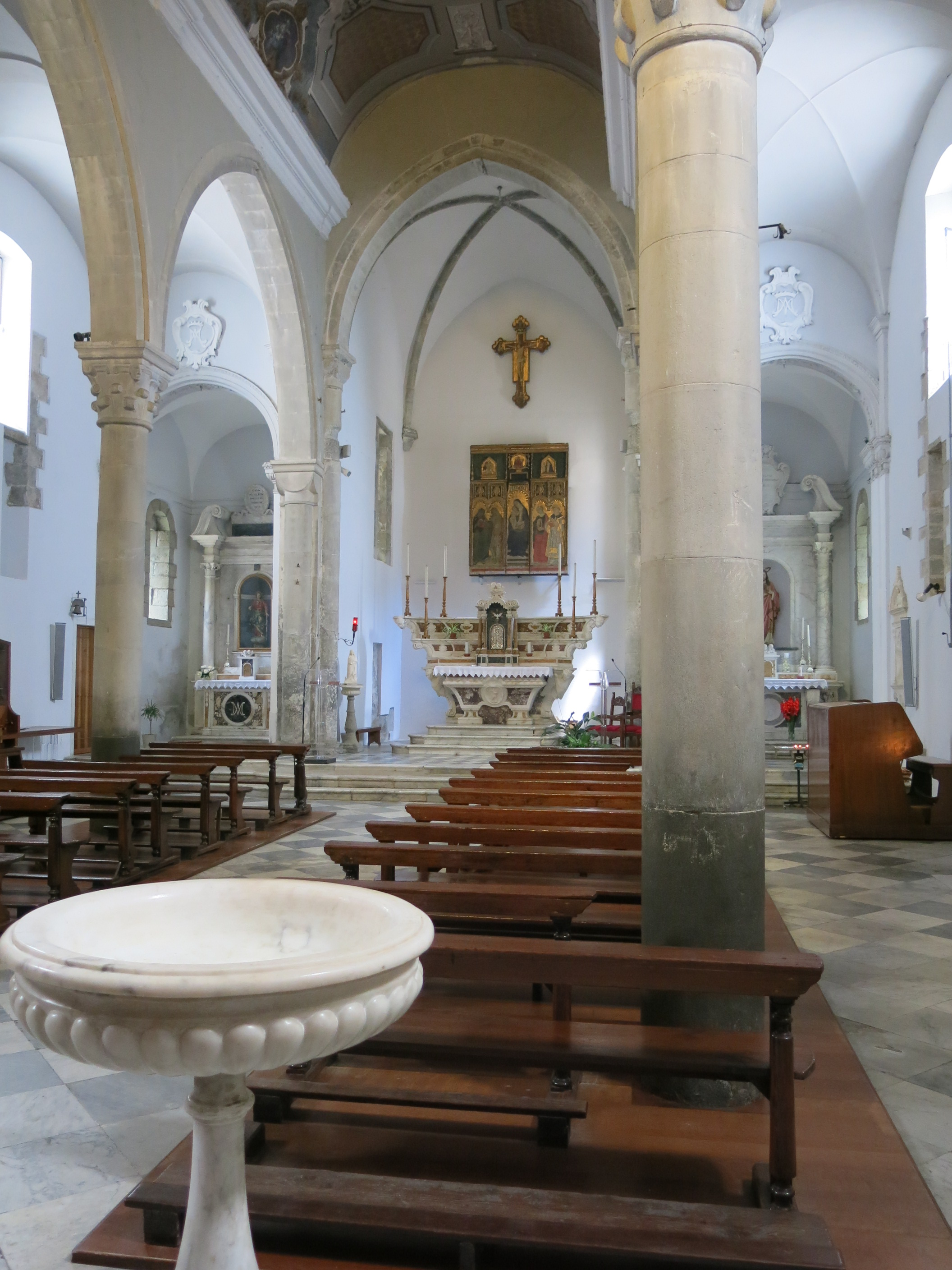
Particolare dell'interno

Secondo le fonti storiche l'edificio religioso fu edificato nel 1338 in stile gotico ligure.
La facciata a salienti, in arenaria locale, presenta un portale con arco gotico e un bassorilievo raffigurante il Martirio di san Lorenzo nella sottostante lunetta; alla sommità si apre un rosone in marmo di Carrara del 1375 a dodici colonnine, simile a quello della chiesa parrocchiale di San Pietro a Corniglia (Vernazza) e attribuito a Matteo e Pietro da Campilio.
L'interno della chiesa, rivestito in stile barocco, è a tre navate con volta a botte. Un restauro di fine XX secolo ne ha in parte restituito le originali forme gotiche.
A sinistra dell'entrata s'incontra il fonte battesimale. Ai suoi piedi è appoggiata un'antica misura in marmo per la misura di capacità per granaglie e altri materiali secchi, recante lo stemma della Repubblica di Genova e la dicitura Comunitas Manarolae.
In fondo alla navata destra è un tabernacolo rinascimentale con un pregevole bassorilievo del XV secolo.
Sulla parete absidale della navata centrale è collocato un Crocifisso della seconda metà del XV secolo.
Le due principali opere d'arte custodite all'interno, databili entrambe all'ultimo decennio del XV secolo, sono attribuite al Maestro delle Cinque Terre, un pittore anonimo che mostra influenze lucchesi probabilmente acquisite attraverso il contatto con il massese Bernardino del Castelletto: nella navata di sinistra si trova il trittico proveniente dall'altare maggiore del santuario di Nostra Signora della Salute di Volastra, raffigurante San Lorenzo tra i santi Antonio abate e Bernardo da Chiaravalle. restaurato nel 2020-2021. Sull'altare maggiore è invece il polittico che rappresenta la Madonna con il Bambino tra i santi Lorenzo e Caterina d'Alessandria e altri due Santi, restaurato nel 2023.
Separato dal corpo della chiesa è il quadrangolare campanile, realizzato nel XIV secolo sui resti di un'antica torre di vedetta per l'avvistamento e difesa dalle incursioni saracene.